# Seegrotte
Die Seegrotte ist ein ehemaliges Gipsbergwerk in der niederösterreichischen Marktgemeinde Hinterbrühl, ungefähr 15 km südlich von Wien, das schon ab 1932 als Schaubergwerk diente, von 2019 bis 2022 durch neue Eigentümer aufwendig saniert und 2022 neu eröffnet wurde.

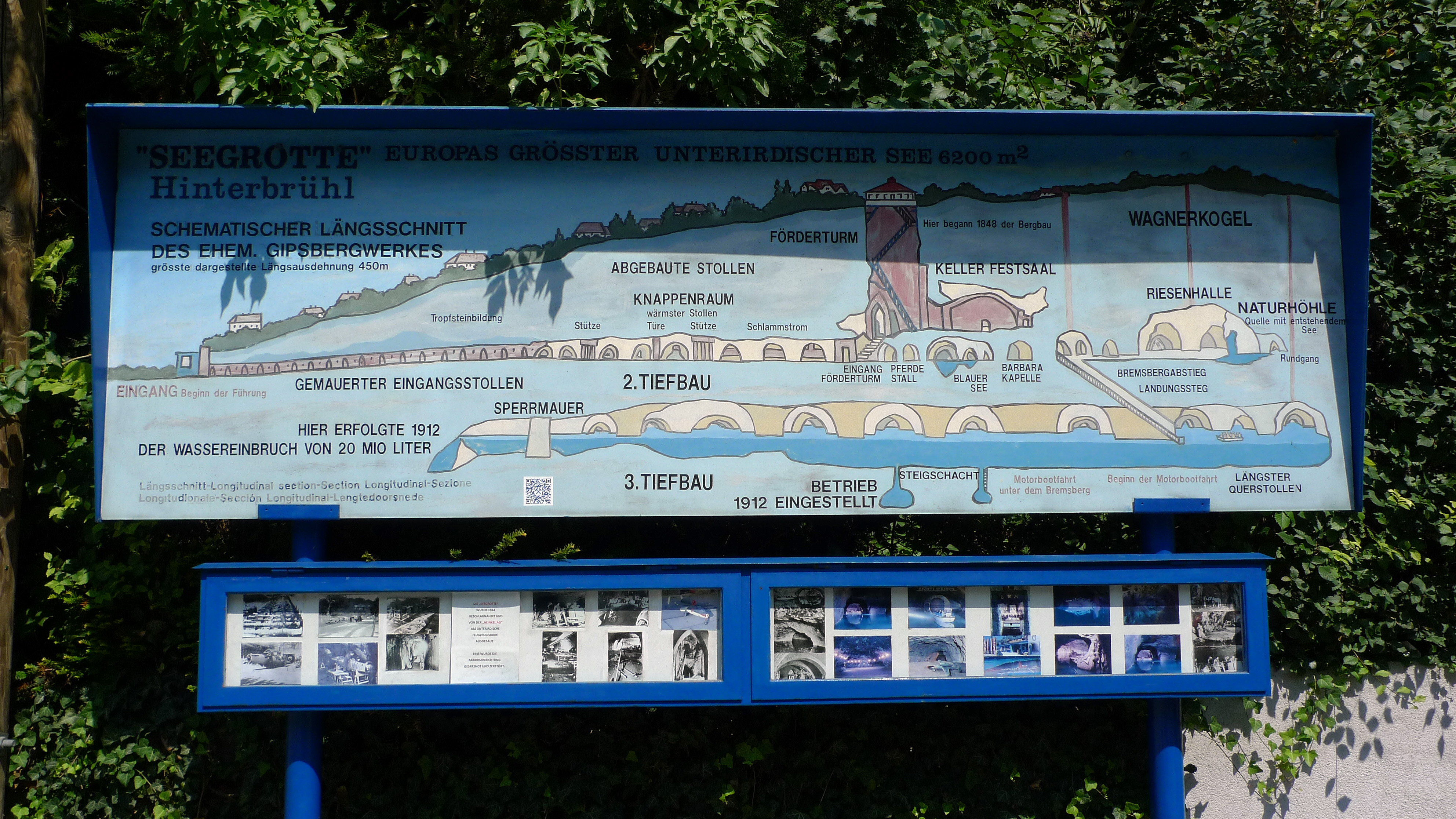
Übersicht der Höhlenstruktur.

Sieben Quellen speisen darin den mit 6200 m² Fläche größten unterirdischen See Europas. Er hat keinen natürlichen Abfluss. Indem jede Nacht rund 50–60 Kubikmeter Wasser in den Mödlingbach abgepumpt werden, wird die Höhe des Wasserspiegels gehalten. Im Durchschnitt ist der See 1,2 m tief.
Mit einer Fläche von 6000 m2 ist der unterirdische See von St. Leonard im schweizerischen Saint-Léonard, Wallis, etwas kleiner, jedoch natürlich durch Auslaugen einer Höhle in Gips entstanden.

## Geschichte

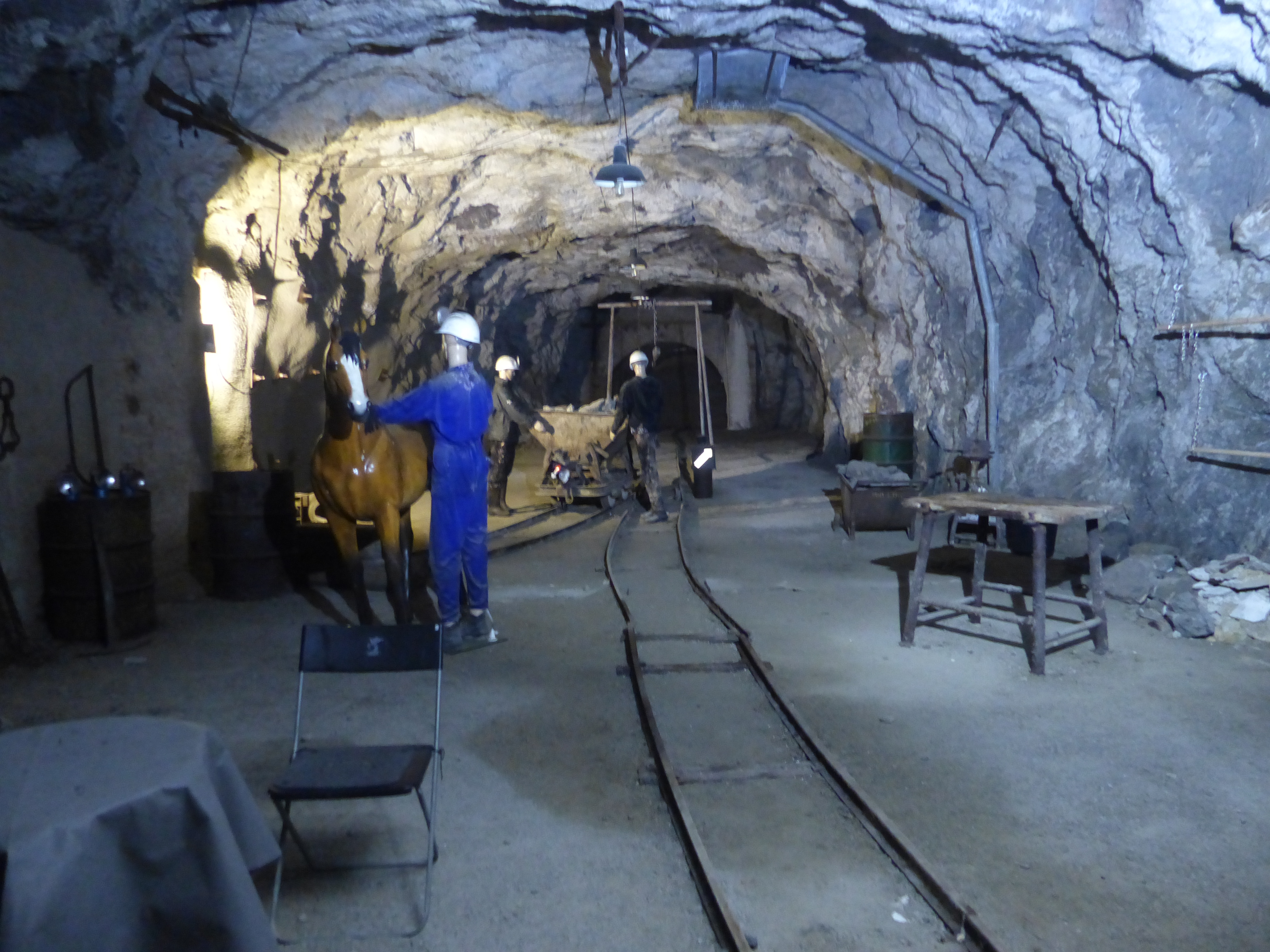
Foto des Schaubergwerks

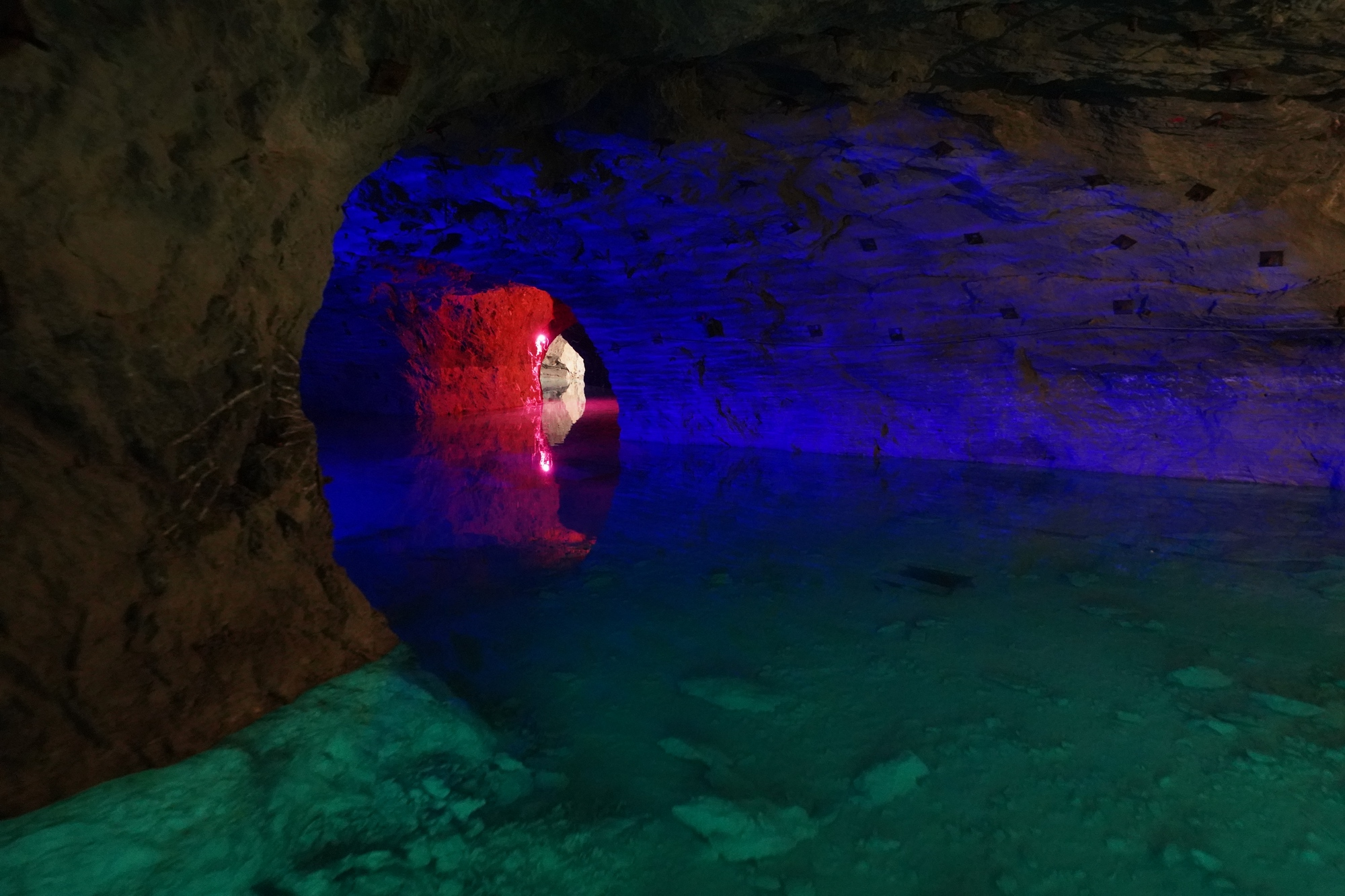
Gefluteter Stollen

Das örtliche Gipsvorkommen, das sich auch bei Preinsfeld bei Heiligenkreuz wiederfindet, war schon im 18. Jahrhundert bekannt. Im Jahr 1848 begann ein Müller, der in einer Tiefe von 5 m beim Brunnenschlagen auf Gips stieß, mit dem Abbau von Düngergips, der in einer Mödlinger Mühle gemahlen wurde. 1851 umfasste das Bergwerk bereits einen Hauptstollen (95 m), zwei Nebenstollen (28,5 m und 47,5 m) sowie zwei Schächte (28,5 m und 40 m); für den Weitertransport des abgebauten Materials wurde der Bau einer unterirdischen Eisenbahn in Aussicht genommen.
Im Jahr 1912 entstand durch eine Sprengung ein Wassereinbruch von mehr als 20.000 Kubikmetern, der einen weiteren Betrieb unmöglich machte. Jahrelang stand das Bergwerk, in dem sich ein großer See gebildet hatte, still.
Im Jahr 1918 kaufte Friedrich Fischer (1876–1955), ein Wiener Likörfabrikant, das aufgelassene Bergwerk. Ursprünglich wollte er ein Vergnügungsetablissement einrichten. Später versuchte er sich an einer Champignonzucht, die allerdings wegen der geringen Temperatur nicht funktionierte. Im Jahr 1920 ließ er den 200 m langen Förderstollen, der noch aus Bergwerkszeiten großteils mit Holz ausgezimmert war, mit Ziegeln auswölben. 1928 sollte das aufgelassene Gipswerk als Schauobjekt für Fremde sowie Lehrobjekt für Schulen zugänglich gemacht werden. Anfang der 1930er Jahre wurde Strom in das Bergwerk eingeleitet. Mit einem alten Militärponton und einem Elektroboot wurde am 8. Juni 1932 das Schaubergwerk eröffnet. Im Jahr 1936 übernahm ein neuer Pächter die Seegrotte, die in der Zwischenzeit bekannt geworden war und zahlreiche Besucher anzog. Im Jahr 1937/1938 besuchten etwa 50.000 Gäste die Stollen mit dem unterirdischen See.

### Zweiter Weltkrieg
Im Jahr 1943 begann man im Deutschen Reich, wichtige Lager und Betriebe unter die Erde zu verlegen. So wollte man ursprünglich in den Stollen Speisefette einlagern, was aber wegen der hohen Luftfeuchtigkeit misslang. Große Mengen technischer Fette wurden in Fässern gelagert. Auch Kulturgüter lagerte man zum Schutz vor Kriegsschäden ein. Während dieser Zeit ging der Betrieb als Schaubergwerk weiter.
Am 4. August 1943 wurde in der Hinterbrühl ein Außenlager des KZ Mauthausen errichtet, in dem politische Gefangene aus ganz Europa in der Seegrotte im Auftrag der Heinkelwerke unter Tage Kriegsflugzeuge für die Wehrmacht in Zwangsarbeit fertigen mussten.
Am 1. Mai 1944 wurden die Stollen für die Flugzeugfabrik der Heinkelwerke unter dem Decknamen Languste beschlagnahmt. Der Ort war für die Produktion attraktiv, da er vor Bombenangriffen relativ sicher war. Dies bewies der erste Bombentreffer bereits am 24. Mai 1944, der im Inneren keinerlei Schäden anrichtete. Für die Flugzeugfabrikation wurde der See ausgepumpt und eine ebene Bodenfläche betoniert. Stollen aus der zweiten und dritten Sohle, in Richtung Neugasse, welche mit KFZs befahrbar sein sollten, wurden nie fertig gestellt und nach dem Krieg wieder verfüllt. Es wurden die Rümpfe der Heinkel He 162 (auch Salamander) als Prototypen darin gebaut, in Teilen heraustransportiert und am Gelände des heutigen Flughafens Wien in Schwechat zusammengebaut. An einigen Stellen wurden auch Marmor- und Bronzefiguren aus der in Laxenburg befindlichen Franzensburg zum Schutz vor Kriegsschäden eingemauert.
In den letzten Kriegstagen 1945 löste die NS-Führung das Außenlager auf. 1884 Männer wurden auf einen tagelangen Todesmarsch nach Mauthausen geschickt, den 204 Gefangene nicht überlebten. 51 Häftlinge wurden bereits vor dem Abmarsch mit Benzininjektionen getötet bzw. von SS-Angehörigen erwürgt und in ein Massengrab geworfen.

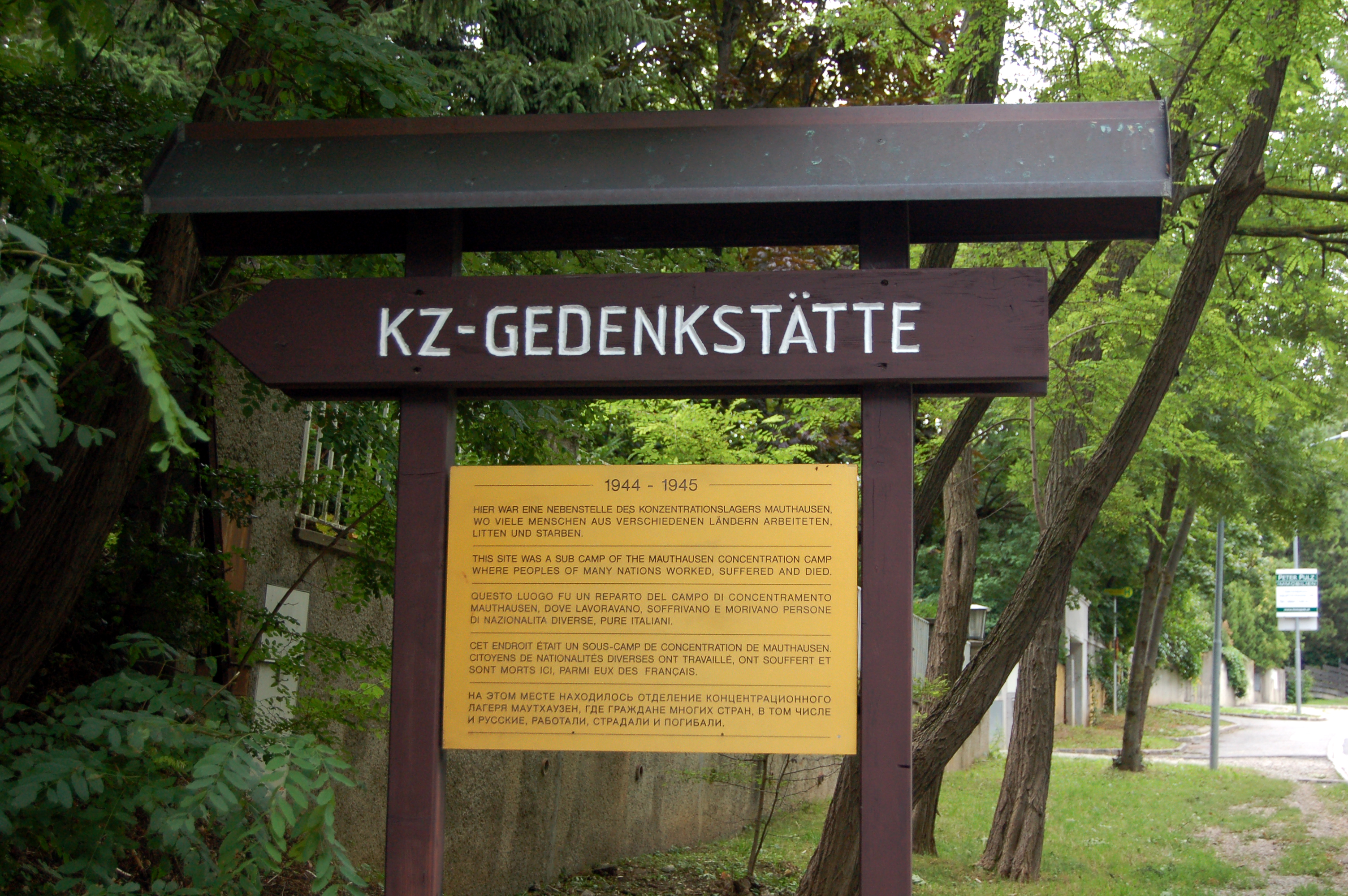
Öffentliches Schild an der Stelle des KZ-Außenlagers (1943–1945) vom KZ Mauthausen der Zwangsarbeiter für die Seegrotte (Johannesstraße 16a).

Am Platz des KZ oberhalb der Seegrotte – an dem Ort, an dem sich vormals das Massengrab der 51 getöteten Zwangsarbeiter befand – wurde auf Initiative von Pfarrer Franz Jantsch und aus Spenden eine 1000 m² große Gedenkstätte eingerichtet und am 1. November 1989 eingeweiht. Sie wurde mehrfach (Juli 2000, Jänner 2004 und 2007) beschädigt, aber aus Mitteln der Gemeinde wiederhergestellt. In ihr wurde 2019 die Asche von Marcello Martini beerdigt, eines der Gefangenen und Überlebenden des Todesmarsches, der seinen Willen zur Versöhnung bei mehreren späteren Besuchen Hinterbrühls bestätigte und der nach seinem Tod am 14. August 2019 posthum am 29. September 2020 zum Ehrenbürger der Gemeinde Hinterbrühl ernannt wurde.

### Weitere Entwicklung nach dem Krieg
Bei Kriegsende wurden bei der Flucht durch Eingreifen eines österreichischen Feldwebels nur wenige der von der SS vorher verlegten Sprengbomben gezündet. Trotzdem waren große Schäden zu verzeichnen. Im Herbst 1945 begann der Pächter mit der Räumung der gesamten Einrichtung, Maschinen und Flugzeugteile. Zu Beginn 1946 wurde die Seegrotte jedoch von den sowjetischen Besatzungstruppen beschlagnahmt. Erst ein halbes Jahr später erhielt man die Zustimmung, wieder ein Schaubergwerk zu errichten. So konnte 1948 wieder mit Führungen begonnen werden und der See wurde wieder langsam gefüllt. Zu Ostern 1949 konnte wieder mit Bootsfahrten begonnen werden.
Im Jahr 1984 zog sich der Pächter aus der Seegrotte zurück und die Nachkommen Friedrich Fischers übernahmen wieder das Schaubergwerk.

### Bootsunglück 2004
Am 31. Mai 2004 kenterte ein Boot mit 28 Touristen. Vier Deutsche sowie eine Belgierin ertranken dabei, da sie unter dem Boot eingeklemmt wurden. Die Unglücksursache ist laut Gutachten vor allem auf die Fehlkonstruktion des Bootes zurückzuführen. Der 2000 kg schwere Trimaran hatte einen asymmetrischen Aufbau. Das Boot hätte lediglich für 25, aber nicht für 29 Personen bewilligt werden dürfen. Dadurch war das Freibord geringer und das Boot war faktisch immer in Kenternähe.

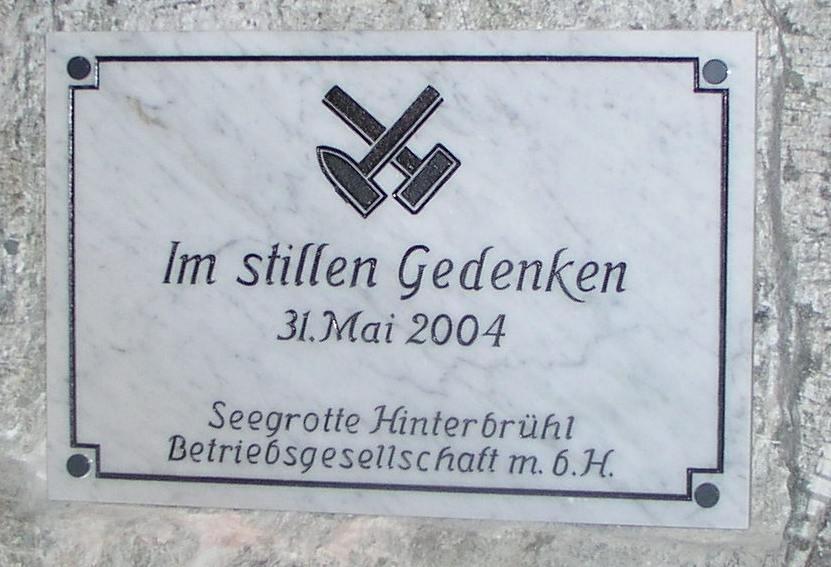
Gedenktafel des Bootsunglückes in der Barbarakapelle der Seegrotte

Die Rekonstruktion des Unfalles ergab, dass die Masse ungleich verteilt war, auf einer Seite wogen die Passagiere insgesamt etwa 200 kg mehr als auf der anderen. Ob das Unglück dadurch ausgelöst wurde, dass einer der Fahrgäste aufstand, konnte nicht ausgeschlossen werden. Sicher ist, dass sich der Bootsführer an die betriebsinterne Vorschrift gehalten und nicht mehr als 28 Personen an Bord genommen hatte. Er manövrierte das Boot mit der üblichen Sorgfalt.
Beim folgenden Prozess führten folgende Fakten zu den Schuldsprüchen gegen die Geschäftsführerinnen und den Landesbeamten:
- Der Bootsführer hätte, um diesen Bootstyp steuern zu dürfen, ein kleines Kapitänspatent benötigt. Die Bootslenker in der Seegrotte waren lediglich angelernte Kräfte.
- Das Boot wurde von der Landesbehörde nicht unter Volllastbedingungen getestet, bei der Probefahrt fuhren nur wenige Leute mit. Beim Test war daher der Krängungswinkel akzeptabel; bei Vollbesetzung hingegen bestand Kentergefahr. Das Boot entsprach nicht den gesetzlichen Bestimmungen und wies aufgrund des asymmetrischen Aufbaus nicht die erforderliche Stabilität auf.

Am 3. Juli 2007 sprach der Berufungssenat am Oberlandesgericht Wien die nunmehr rechtskräftigen Urteile. Die Geschäftsführerinnen und der Landesbeamte, der das Boot genehmigt hatte, wurden zu je 15 Monaten Haftstrafe, davon 5 Monate unbedingt und der Rest zur Bewährung ausgesetzt, verurteilt. Der Bootsführer erhielt eine bedingte Haftstrafe von 12 Monaten. Der Richter lastete den Verurteilten „bodenlose Schlamperei, vorsätzliches Verschweigen der Mängel sowie verheerendes Verschulden am Unfall“ an. Der Bootsführer hätte sich informieren müssen, dass für das Steuern des Trimarans ein kleines Kapitänspatent erforderlich ist; ihm wurde als mildernd zugutegehalten, dass die „fahrlässige Gemeingefährdung“ in seinem Fall unbewusst erfolgte.

### Weiterbetrieb
Im Juli 2004 wurden mit einem anderen Bootstyp und einem verbesserten Sicherheitskonzept die Bootsfahrten wieder aufgenommen. Mit Stand 2018 sind 2 Schiffe mit jeweils 25 Sitzplätzen für Passagiere an der Reling und 1 für den Bootsführer in Betrieb: Eleonore trägt die Zulassungsnummer N-10280, Monika N-10281; sie sind nach den Vornamen der Eigentümerinnen der Grotte benannt.
Die Betreiber gaben 250.000 Besucher im Jahr 2017 an, der Betrieb hatte ganzjährig täglich geöffnet.

### Bühne im Berg
Der „Verein Sommertheater Mödling“ hatte in den Jahren 2012 bis 2016 die Bewilligung, im Festsaal, dem Barbarastollen des ehemaligen Bergwerks, Theateraufführungen abzuhalten. Es kam zu folgenden Aufführungsserien (meist samstags und sonntags):
- „Der Mann von La Mancha“ (zunächst nur geplant als Einmalprojekt aus Anlass 80 Jahre Seegrotte): 20. Jänner bis 3. März 2012 und 2. Februar bis 10. März 2013.[11]
- „Faust I“: 7. Februar bis 9. März 2014 und 30. Jänner bis 1. März 2015.[12][13]
- „Der blaue Engel“ (in der Fassung von Peter Turrini): 29. Jänner bis 6. März 2016.[14][15]

Die Bewilligung wurde aus baubehördlichen Gründen nicht verlängert (es war z. B. nur der vergleichsweise enge und teilweise unebene Stollenzugang, nicht jedoch die Seitenstollen als Fluchtweg verwendbar, woraus sich in der Praxis Schwierigkeiten wie Sturzgefahren ergaben; die Einrichtung von standardgemäßen WC-Anlagen war auf Dauer nicht möglich).

### Sperre ab 2019
Bei einer Routineinspektion der Montanbehörde Ost am 24. Mai 2019 wurden bauliche Defizite festgestellt. Der damalige Betreiber, die Seegrotte Hinterbrühl Schaubergwerk GmbH, sperrte die Grotte unverzüglich für „Wartungsarbeiten“. Der Betreiber gab gegenüber dem ORF keine Stellungnahme ab. Der Sprecher des zuständigen Bundesministeriums Daniel Kosak, hielt eine Dauer der Sperre während des gesamten, üblicherweise besucherstarken Sommers für wahrscheinlich, denn im Bescheid aufgelistete Mängel müssten beseitigt werden.

### Neueröffnung

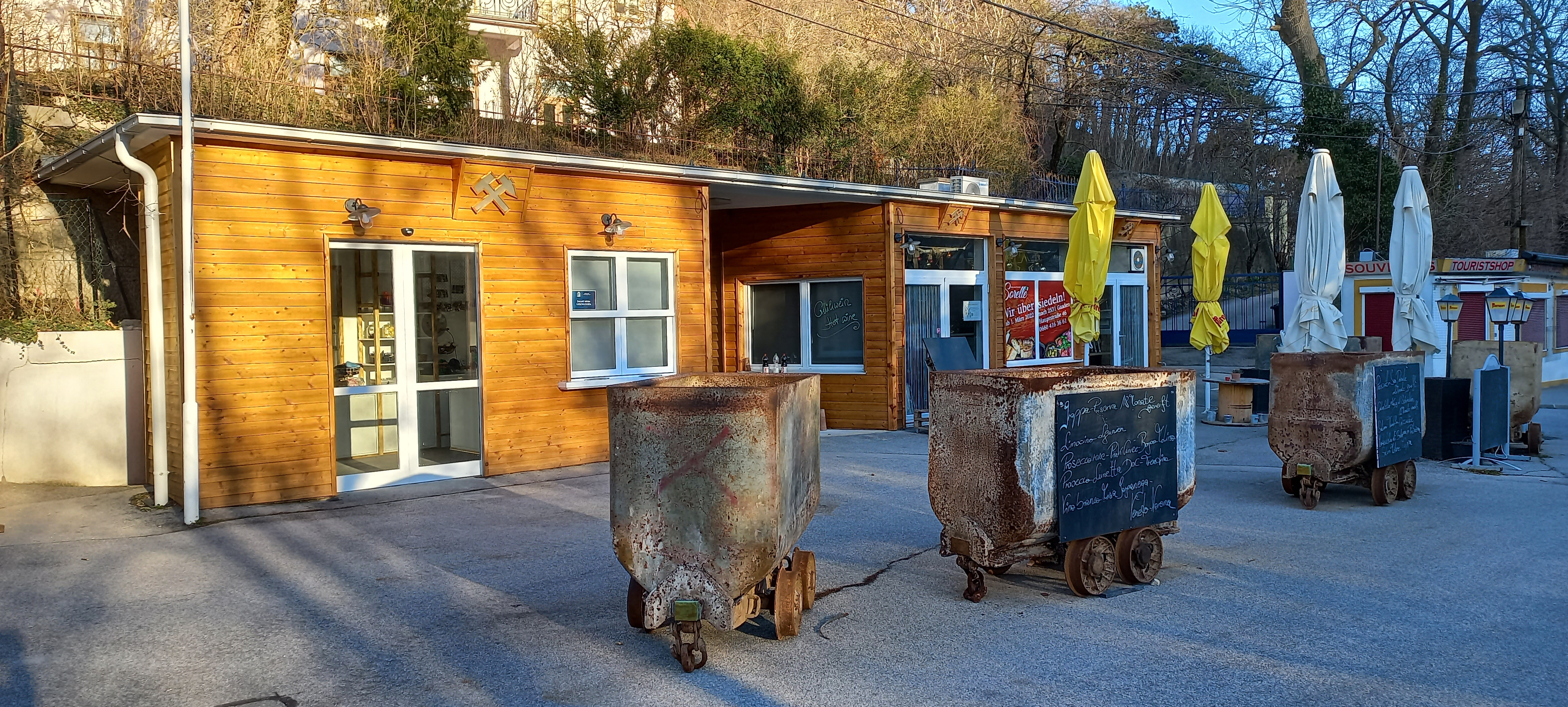
Eingangsbereich der Seegrotte 2022

Das Schaubergwerk Seegrotte wurde von der neuen Betreibergesellschaft, der K & K Bergbau GmbH, umfassend renoviert und erweitert.

## Lage und räumliche Gliederung heute
Eine Zeichnung des Längsschnitts erstreckt sich über 450 m Länge.
Der Eingang liegt am Fuß des Wagnerkogels. Ein leicht ansteigender Stollen führt unter dem stärker ansteigenden Berghang etwa 120 m weit ins Berginnere, wo sich Stollen und Sohle 1 etwa 300 m weit fortsetzen. Auf diesem Niveau liegen zahlreiche Querstollen, der 300 m2 kleine „Blaue See“ mit 8 °C Wassertemperatur, die Riesenhalle und eine aus einer natürlichen Höhle austretende Quelle. 3 Lüftungsschächte führen vertikal hinauf bis ans Tageslicht im Bereich des sanft gerundeten Gipfel des Bergs.
Wenige Stufen höher liegen die kleineren ältesten Abbaubereiche (1. Horizont), die über den 25 m hohen und 11 m breiten Schacht „Förderturm“ von einer flacheren Stelle hoch oben am Berg ab 1848 erschlossen wurden. Mit einer eingebauten Holzstiege dient er heute als 2. Tagausgang.
Von Sohle 1 (2. Tiefbau) gelangt man via Bremsbergsteig 83 Stufen hinunter bis zum Schiffsanlegesteg auf der durchwegs überschwemmten Sohle 2 (3. Tiefbau). Gemessen ab dem Grund des Sees beträgt die Überdeckung mit dem Berg bis zu 65 m. Der große See bildet – ähnlich wie auch die darüberliegende Sohle – ein unvollständiges Netz aus drei Längs- und etwa 10 Querstollen.
Pferde an einem Göpel trieben die Aufzugsmaschine für die mit Gips gefüllten Hunte. Sie hatten einen eigenen Stall unter Tage, blieben bis zu 20 Jahre im Berg und wurden dadurch blind.
Im Bergwerk beträgt die Lufttemperatur das ganze Jahr über 9 °C. Die nur wenig innerhalb des Anstiegs des Eingangsstollens in einer Bucht nach oben angelegte Rastkammer für die Knappen ist mit 12 °C der wärmste Teil des Bergwerks.

## Sonstiges
Eine Gedenktafel im Barbarastollen erinnert an Friedrich Fischer. Die Seegrotte wurde von seinen Nachfolgern als Privatunternehmen geführt. Damit wurde die Seegrotte mit dem größten unterirdischen See Europas eine Touristenattraktion, 250.000 Menschen besuchten sie jährlich. Teile der Grotte dienten 1993 als Filmkulisse für den Walt-Disney-Film Die drei Musketiere, ein Drachenboot ist Relikt davon.
Im Jahr 2013 wurde von der amerikanischen Fernsehanstalt American Broadcasting Company die Seegrotte neben der Burg Kreuzenstein als Schauplatz für die Reality Show „The Quest“ ausgewählt.
Jährlich am 1. Dezembersonntag wurde bis zur Sperre 2019 im Barbarastollen eine Barbarafeier zelebriert.
Das Wasser des Sees in der Seegrotte stammt aus dem Grundwasser. Das Grundwasser kann Auswaschungen in noch vorhandenen Gipsvorkommen und das Entstehen von Hohlräumen bewirken. Die Montanbehörde Ost hat für das Gebiet von Hinterbrühl, in dem sich die Seegrotte befindet, mehrere Hinweise gegeben, die 2017 zur Verhängung einer Bausperre für Gebäude geführt haben. Welche Auswirkungen dies auf die Seegrotte hat (in der der Gips ja bereits abgebaut wurde), ist nicht publiziert.
Am 2. November 2022 erschien eine Briefmarke „Seegrotte Hinterbrühl“ der Österreichischen Post in der Serie „Österreichische Sehenswürdigkeiten“ mit einem Nominalwert von 1,20 Euro. Sie zeigt das Rundfahrtboot auf dem unterirdischen See. 2023 entstanden Aufnahmen zum Fernsehzweiteiler Vienna Blood – Mephisto in der Seegrotte.